# Pinguim-saltador-da-rocha

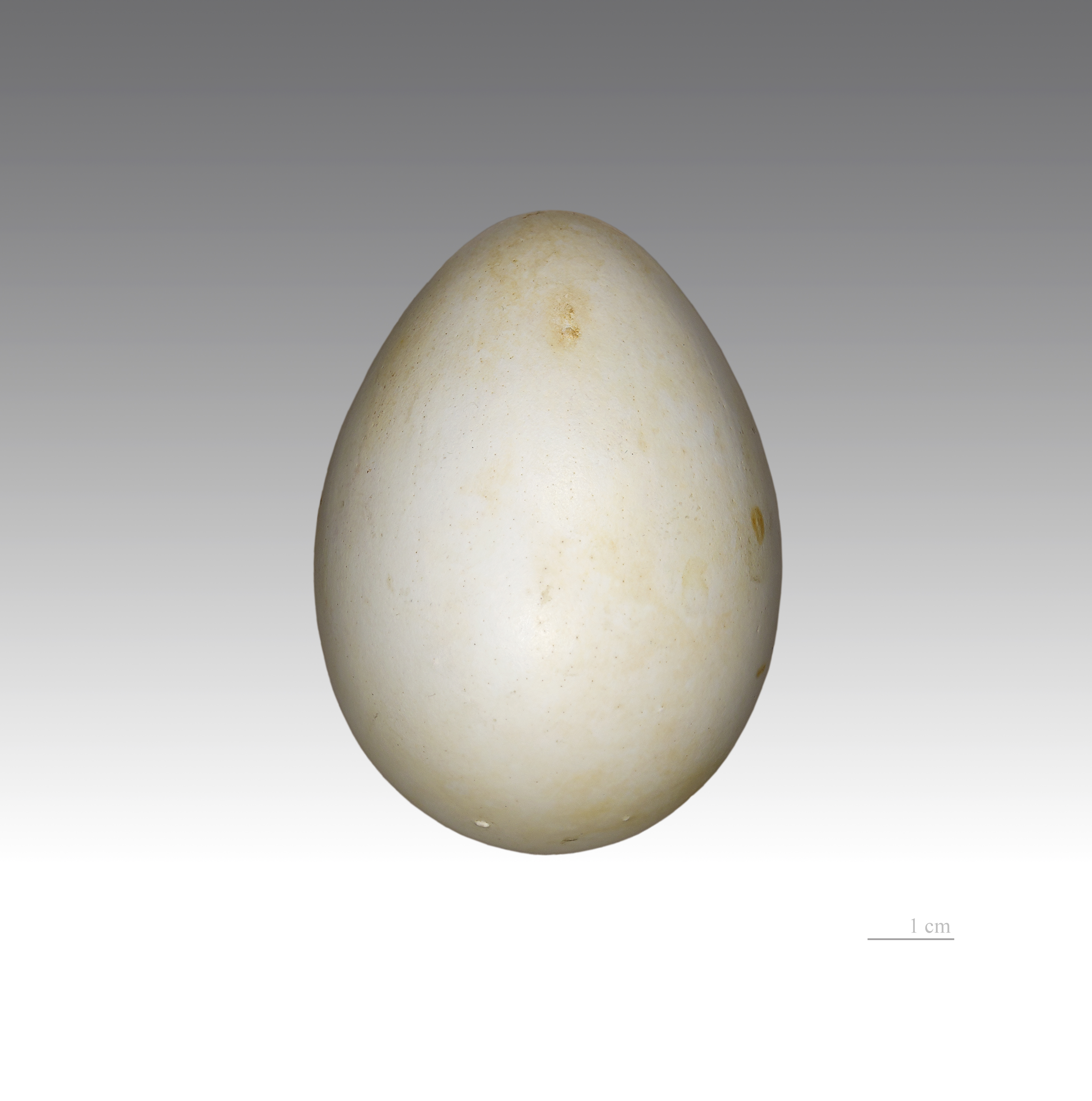
Eudyptes chrysocome

Pinguim-saltador-meridional, pinguim-de-penacho-meridional, pinguim-de-penacho-amarelo ou pinguim-saltador-da-rocha (Eudyptes chrysocome) é uma espécie de pinguim próxima do pinguim-macaroni. Esta ave mede até cerca de 55 centímetros e caracteriza-se por plumagem branca e preta e sobrancelhas de cor amarela que terminam em longas penas da mesma cor.
O pinguim-de-penacho-amarelo procria em colónias nas Ilhas Malvinas (Falkland), Tristão da Cunha, Kelgueren e Macquarie, entre outras, preferindo as escarpas rochosas. Alimenta-se de krill, lulas, peixes e crustáceos diversos. A espécie tem uma população estimada em 3,5 milhões de casais mas é considerada vulnerável, devido a uma redução de cerca de 24% nos últimos trinta anos.
Há vários pinguins desta espécie a viver no Oceanário de Lisboa.